# Sotillo (Cantabria)
Sotillo es una localidad del municipio de Valdeprado del Río (Cantabria, España). La localidad se encuentra a 980 metros de altitud sobre el nivel del mar, y a 4 kilómetros de la capital municipal, Arroyal. En el año 2024 contaba con una población de 31 habitantes (INE).
Como curiosidad cabe destacar que el pueblo se encuentra justo en la divisoria de aguas Atlántico/Mediterráneo.

## Paisaje y naturaleza
Desde Sotillo se descubre una amplia panorámica del sector sur de Valdeolea y de las ondulaciones de las praderías hacia los terrenos de Los Carabeos. Por la parte sur de la aldea sale una pista que al poco se introduce en la selva del hayedo de la Peña Castillo, que nos lleva al sugerente vallejo donde se encuentran las aldeas despobladas de Moroso y Candenosa.

## Patrimonio histórico
Sotillo siempre formó concejo con el vecino pueblo de San Vitores, con el que comparte la parroquia, por lo que nos remitimos al análisis de la mismo en su ficha correspondiente.
En el caserío de Sotillo sobresale una casa- torre del siglo XVII o XVIII, construida en mampostería con revoco encalado, manteniéndose el uso de la sillería para refuerzo de los elementos estructurales de las puertas, ventanas y esquinales. Los remates del tejado son las típicas bolas de tipo herreriano que acompañan siempre a estos edificios.